# Geen koningen in ons bloed
Geen koningen in ons bloed is een korte televisiefilm uit de serie One Night Stand. De film won een Gouden Kalf in de categorie Beste televisiedrama, daarnaast won hoofdrolspeler Jonas Smulders een Gouden Kalf in de categorie Beste acteur in televisiedrama.

## Verhaal
Tomas, een teruggetrokken jongen van 17, en zijn 15-jarige felle zus Naomi wonen in verschillende jeugdzorginstellingen. Na de dood van hun moeder en een onterechte beschuldiging komen ze nader tot elkaar.

## Rolverdeling
- Jonas Smulders als Tomas
- Olivia Lonsdale als Naomi
- Malou Gorter als Martine
- Rifka Lodeizen als Jannie
- Ali Ben Horsting als Willem
- Willemien Slot als Sterre
- Kendrick Etmon als Jasper
- Teun Kuilboer als Marcel
- Jesse Weidema als Max
- Rubia Stri als Gwen
- Aziz Akazim als Delano
- Bilal Wahib als Rafael
- Carola Arons als docente
- Guido Pollemans als Peter
- Kimberly Richardson als Soraya